# Kannonkoski
Kannonkoski è un comune finlandese di 1269 abitanti, situato nella regione della Finlandia Centrale.